# يسكن قلبي (مسلسل)
يسكن قلبي مسلسل تلفزيوني عراقي درامي.

## القصة
يتناول العمل مجموعة من السلبيات التي تحدث في المجتمع العراقي، ومحاولة حلها، وعرض للعديد من القضايا الاجتماعية والمشاكل التي واجهت المجتمع العراقي خلال الفترة الماضية.

## طاقم العمل
شارك في المسلسل عددًا من الفنانين:
- -بتول عزيز
- ذو الفقار خضر
- ستار خضير
- محمود أبو العباس
- شذى سالم
- عبد الستار البصري

## ممرض لا مُضمِّد
احتوى المسلسل على شخصية مُضمِّد، وذُكرتْ مهنتُه بلفظ "مُضمِّد"، فاعترض مُضمِّدون على هذه التسمية، وقالوا نحن مُمرّضون، لا تقولوا مُضمِّدون، وحدثتْ مشكلة بسبب ذلك.

## وصلات خارجية
- صفحة مسلسل يسكن قلبي على موقع السينما.كوم.